# Protoneura scintilla
Protoneura scintilla – gatunek ważki z rodziny łątkowatych (Coenagrionidae). Występuje w lasach Amazonii – stwierdzony w Brazylii, Kolumbii, Ekwadorze i Peru.